# Jaroslav Kulhavý
Jaroslav Kulhavý (* 8. Januar 1985 in Ústí nad Orlicí) ist ein tschechischer Mountainbike- und Cyclocrossfahrer sowie Triathlet. Er wurde in der Mountainbike-Disziplin Cross Country (XCO) Weltmeister und Olympiasieger und im Mountainbike-Marathon (XCM) ebenfalls Weltmeister.

## Sportlicher Werdegang
Jaroslav Kulhavý gewann 2002 bei der UEC-Mountainbike-Europameisterschaften in Zürich die Silbermedaille im Cross Country der Junioren. Im nächsten Jahr gewann er in dieser Disziplin bei der Europameisterschaft in Graz die Goldmedaille und er wurde auch Junioren-Weltmeister.
Nachdem Kulhavý in den Jahren 2010 und 2011 im Cross-Country Elite-Europameister wurde, gewann er bei den Cross-Country-Weltmeisterschaften 2011 im schweizerischen Champéry die Goldmedaille vor dem Schweizer Nino Schurter und dem französischen Altmeister Julien Absalon. 2012 wurde er erneut vor Nino Schurter in London Olympiasieger im Cross Country.
Im Jahr 2013 gewann Kulhavý zusammen mit Teampartner Christoph Sauser die Gesamtwertung der Cape Epic, dem größten Mountainbike-Etappenrennen der Welt. Diesen Erfolg wiederholte er in den Jahren 2015 mit Christoph Sauser und 2018 mit Howard Grotts. Außerdem wurde er bei den Mountainbike-Marathon-Weltmeisterschaften 2014 Titelträger.
Ende der Saison 2018 verließ Kulhavý das Team Specialized Racing, um durch eine Veränderung des Umfeldes neue Impulse zu setzen. Seinen ersten Erfolg nach dem Wechsel erzielte er im April 2021 beim Mitas 4 Islands MTB Stage Race.
Kulhavý ist auch als Triathlet aktiv und der 38-Jährige wurde im Mai 2023 am Gardasee Dritter bei der Xterra Italy.

## Ehrungen
Jaroslav Kulhavý wurde mit der Aufnahme in die Hall of Fame des europäischen Radsportverbandes Union Européenne de Cyclisme geehrt. Er  wurde 2010 bis 2012 und 2016 Gewinner der jährlichen Umfrage zum Král cyklistiky (Radsportkönig) des Radsportverbandes Československý svaz cyklistiky.

## Erfolge – Mountainbike
| 2002 - Europameisterschaften (Junioren) – Cross Country XCO - Europameisterschaften – Staffel XCR 2003 - Weltmeister (Junioren) – Cross Country XCO - Europameister (Junioren) – Cross Country XCO 2007 - Weltmeisterschaften (U23) – Cross Country XCO - Europameisterschaften (U23) – Cross Country XCO - Tschechischer Meister (U23) – Cross Country XCO - Tschechischer Meister – Cross Country XCO 2008 - Tschechischer Meister – Cross Country XCO 2010 - Weltmeisterschaften – Cross Country XCO - Weltmeisterschaften – Staffel XCR - Europameister – Cross Country XCO - Tschechischer Meister – Cross Country XCO - Tschechischer Meister – Marathon XCM - ein Weltcup-Erfolg – XCO 2011 - Weltmeister – Cross Country XCO - Weltmeisterschaften – Marathon XCM - Europameister – Cross Country XCO - fünf Weltcup-Erfolge – XCO - Weltcup-Gesamtwertung – Cross Country | 2012 - Olympiasieger – Cross Country 2013 - Gesamtwertung Cape Epic - ein Weltcup-Erfolg – XCO 2014 - Weltmeister – Marathon XCM - Weltmeisterschaften – Staffel XCR - Europameisterschaften – Marathon XCM - Tschechischer Meister – Cross Country XCO 2015 - Europameister – Marathon XCM - Europameisterschaften – Staffel XCR - Gesamtwertung Cape Epic - zwei Weltcup-Erfolge – XCO 2016 - Olympiazweiter – Cross Country XCO - Weltmeisterschaften – Cross Country XCO - Weltmeisterschaften – Staffel XCR - Tschechischer Meister – Cross Country XCO 2017 - Weltmeisterschaften – Cross Country XCO - Tschechischer Meister – Cross Country XCO 2018 - Gesamtwertung Cape Epic - Tschechischer Meister – Cross Country XCO |

## Erfolge – Cyclocross
2008/2009
- TOI TOI Cup, Holé Vrchy

2009/2010
- TOI TOI Cup, Louny
- TOI TOI Cup, Uničov

2010/2011
- TOI TOI Cup, Mnichovo Hradiště